# Ikarus 66
Der Ikarus 66 ist ein Omnibus des ungarischen Busherstellers Ikarus. Er wurde 1952 vorgestellt und von 1955 bis 1973 produziert.
Der Ikarus 66 wurde mit selbsttragendem Aufbau als Linienbus für den Nah- und Regionalverkehr konzipiert, der Ikarus 55 wurde im selben Zeitraum als beinahe baugleiche Reise- und Überlandbus-Variante produziert.
Als Antriebseinheit dient ein wassergekühlter Wirbelkammer-Dieselmotor mit sechs Zylindern in Reihe vom Typ D-614 des ungarischen Herstellers Csepel mit einem Hubraum von 8275 cm3 zusammen mit einem manuell zu schaltenden, teilsynchronisierten Fünfganggetriebe. Der Motor gibt eine Leistung von 107 kW (145 PS) bei 2300/min ab. Er ist im Heck stehend angeordnet und treibt über eine anfangs druckluftbetätigte Einscheibentrockenkupplung das Getriebe und ein Außenplanetengetriebe die Hinterachse des Fahrzeugs an. Mit dieser Antriebseinheit erreicht der Bus je nach Übersetzung eine Höchstgeschwindigkeit von 61 bis 98 km/h. Der Bus hat eine Lenkhilfe.
Am Fahrwerk kamen blattgefederte Starrachsen mit Teleskop-Stoßdämpfern zum Einsatz. Bei einem Leergewicht von 9,0 t beträgt das zulässige Gesamtgewicht 15,0 t. Die pneumatische Bremse wirkt auf alle Räder und wurde durch eine mechanische Feststellbremse ergänzt.
Der Motorraum befindet sich – durch eine Trennwand mit Fenster von diesem geschützt – hinter dem Fahrgastraum und ist durch zwei große – zu beiden Seiten weit öffnende – Klapptüren im Heck zugänglich. Die Karosserie ist gegenüber dem Ikarus 55 bei einem sehr ähnlichen äußeren Erscheinungsbild vereinfacht. Der Ikarus 66 hat eine vierteilige Panoramawindschutzscheibe mit zwei großen flachen Frontscheiben und zwei leicht gebogenen Eckfenstern. Insgesamt ergab sich ein den damaligen Vorstellungen entsprechendes aerodynamisches Erscheinungsbild. Auf die Dachrandverglasung und die Positionsleuchten in kleinen Flossen am Dach des Ikarus 66 wurde ab 1959 verzichtet, auch bekam danach die Front ein richtiges Grillgitter zwischen die Scheinwerfer.
Als Türen kamen Falttüren zum Einsatz, die vom Fahrerplatz aus betätigt wurden. Den Bus gab es sowohl mit drei Türen (zwei dreiflügeligen Türen vorn und hinten und einer vierflügeligen Mitteltür) als Stadtbus als auch mit zwei dreiflügeligen Türen als Überlandbus, wobei die hintere Tür entweder vor oder hinter der Hinterachse angeordnet ist. Durch diese Anordnung konnte der Fahrer im Linienverkehr die Abfertigung der Fahrgäste übernehmen und auf den damals noch weit verbreiteten Schaffner verzichtet werden. Der Fahrgastraum des Stadtbusses bot Platz für 32 Sitzplätze und 58 Stehplätze.
Die DDR importierte die verschiedenen Ausführungen des Ikarus 66 ab 1957. Zusammen mit den Ikarus 55 wurden 8350 Fahrzeuge importiert, davon existierten im September 1988 noch 1451 Ikarus 66. Wegen des auffallenden Hecks und des etwas gurgelnden, lauten Motorgeräuschs wurden diese Busse im Volksmund der DDR auch „Rakete“ genannt. Aufgrund des in der DDR notwendigen langen Einsatzes erhielten die Fahrzeuge der 1960er- und 70er-Jahre im Laufe der Zeit eine „Generalreparatur“ (Grundinstandsetzung), wobei sie zum Teil auch andere Motoren erhielten, beispielsweise den 6-Zylinder-Dieselmotor 6 VD 14.5/12 SRW aus dem Dieselmotorenwerk Schönebeck.